# Alphonse Beau de Rochas
Alphonse Beau de Rochas (ur. 9 kwietnia 1815 – zm. 27 marca 1893) – francuski inżynier i projektant silnika czterosuwowego.
W 1862 roku de Rohas przedstawił projekt czterosuwowego silnika spalinowego, jednak nie zdecydował się na budowę prototypu. Dopiero w 1876 roku niemiecki wynalazca, Nikolaus Otto, skonstruował pierwszy czterosuwowy silnik gazowy o zapłonie iskrowym, który bazował na pomysłach de Rochasa.